# Silnice II/337
Silnice II/337 je silnice II. třídy v Středočeském a Pardubickém kraji. Spojuje Uhlířské Janovice, Čáslav, Ronov nad Doubravou, Nasavrky a Skuteč. Je dlouhá 80 km.

## Trasa silnice
Odpojení od silnice II/125 (u Uhlířských Janovic) – Mančice – Onomyšl – Košice – Polánka – Malešov – Křesetice – Pucheř – Kluky – Močovice – Čáslav – Filipov – Markovice – Žleby – Ronov nad Doubravou – Závratec – Starý Dvůr – Kraskov – Seč (krátké napojení na silnici II/340) – Horní Bezděkov – Bojanov – Libkov – Hodonín – Nasavrky (asi 1 km dlouhé napojení na silnici I/37) – Březovec – Ochoz – Švihov – Holčí – Miřetice – Dubová – Havlovice – Louka (krátká peáž se silnicí II/355) – Vrbatův Kostelec – Leštinka – Skutíčko – Skuteč.
U Křesetic se kříží se silnicí II/126. V Seči se napojuje silnice II/343 a v Hodoníně silnice II/344.

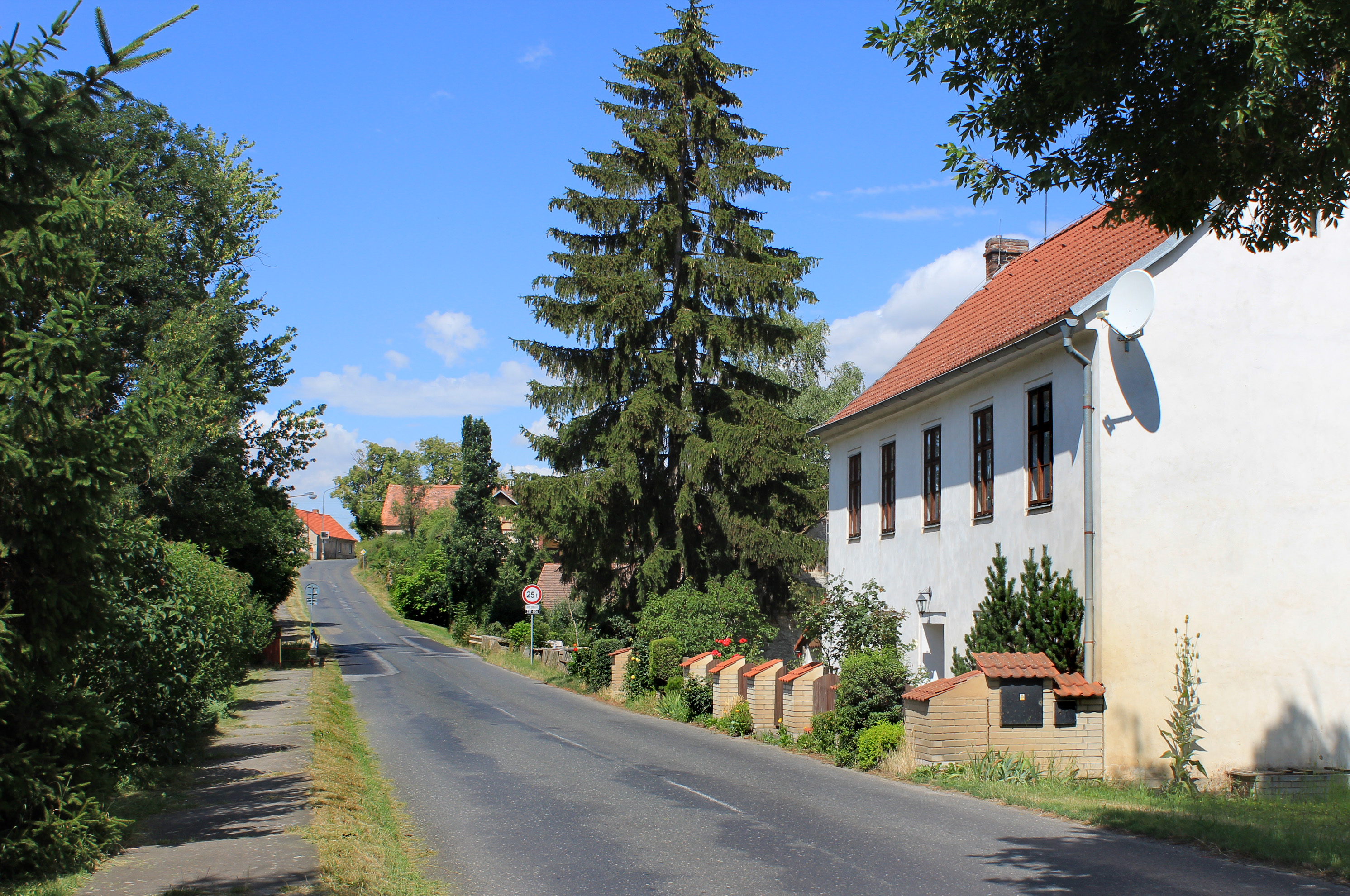
Průjezd vesnicí Pucheř

Na okraji Čáslavi se napojuje silnice II/339, která se odpojuje na křižovatce ulic Tylova, Masarykova a Pražskou, kterou pokračuje. Na křižovatce ulic Na Bělišti, Tylova a Za Rybníkem, kterou přichází, se napojuje silnice II/338, odpojující se až za městem ze silnice I/17. Na ulici Chrudimská se napojuje na silnici I/38, ze které se odpojuje u Filipova.

## Vodstvo na trase
V Malešově vede přes Vrchlici, v Klukách přes Souňovský potok, v Močovicích přes Klejnárku, v Čáslavi přes Brslenku, ve Žlebích přes Doubravu, v Ronově nad Doubravou přes Kurvici, v Kraskově přes Zlatý potok a u Seče přes Chrudimku (opět ji přejíždí v Bojanově a u Libkova).